# 徐致靖
徐 致靖（じょ ちせい、Xu Zhijing、1844年 - 1918年）は、清末の変法派の官僚。字は子静、号は僅叟。
江蘇省宜興県出身。1867年、進士となる。1898年には礼部右侍郎・翰林侍読学士となる。6月8日、康有為に代わって『請明定国是疏』を提出し、光緒帝に旧法を改めて新政を実施するように求めた。上書の3日後に光緒帝は『定国是詔』を出して、戊戌の変法が開始された。変法開始後、徐致靖は康有為・譚嗣同・張元済・黄遵憲・梁啓超らを推薦した。変法期間中、多くの上書を提出し、八股文の廃止、書局の開設、冗官の廃止、袁世凱に軍事を担当させることを提言した。しかし戊戌の政変で捕えられ、家人は死罪を覚悟して棺桶を用意していたが、李鴻章のとりなしで栄禄は死を一等減じて永久禁固とした。義和団の乱の混乱で牢番が逃げたので家に戻り、西太后が北京に戻った後に正式に赦免された。その後、杭州に隠棲した。戊戌六君子の七人目と称される。

## 著書
- 『上虞県志』
- 『奏議』
- 『僅叟詩文』
- 『論語解』（未完）